# Puchar Gordona Bennetta (samochodowy)

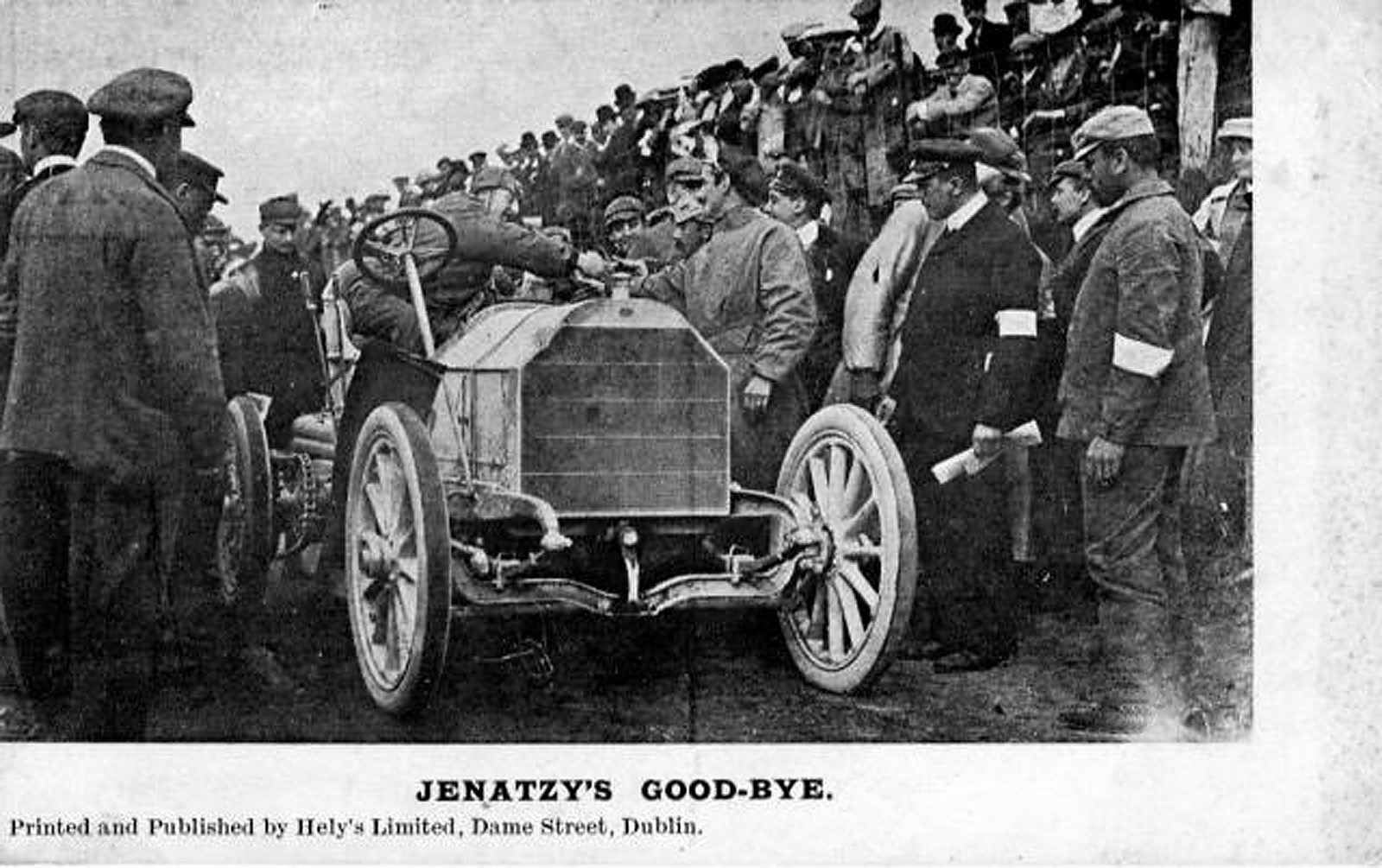
Camille Jenatzy, zwycięzca Pucharu z 1903

Samochodowy Puchar Gordona Bennetta – fundowany przez Gordona Bennetta, milionera i właściciela New York Herald; pierwsze zawody samochodowe o Puchar Gordona Bennetta odbyły się w 1900 roku we Francji.
Trofeum było wręczane rokrocznie do 1905, kiedy automobilklub francuski (ACF) zorganizował pierwszy w historii wyścig Grand Prix w Le Mans.
Koniec istnienia Pucharu Gordona Bennetta to ostateczny koniec rozgrywania wyścigów samochodowych z miasta do miasta.

## Zdobywcy Pucharu Gordona Bennetta
| Rok  | Trasa                                | Zwycięzca       | Samochód        |
| ---- | ------------------------------------ | --------------- | --------------- |
| 1900 | Z Paryża do Lyonu                    | Fernand Charron | Panhard         |
| 1901 | Z Paryża do Bordeaux                 | Léonce Girardot | Panhard         |
| 1902 | Z Paryża do Innsbrucku               | Selwyn Edge     | Napier          |
| 1903 | Athy, Irlandia                       | Camille Jenatzy | Mercedes        |
| 1904 | Góry Taunus w Niemczech              | Léon Théry      | Richard-Brasier |
| 1905 | Circuit d'Auvergne, Clermont-Ferrand | Léon Théry      | Richard-Brasier |